# Manuel Maples Arce
Manuel Maples Arce (* 1. Mai 1900 Papantla, Veracruz; † 26. Juni 1981 in Mexiko-Stadt) war ein mexikanischer Botschafter, Kritiker und Poet.

## Leben
Er studierte ab 1916 in Veracruz, 1919 wechselte er nach Mexiko-Stadt, wo er 1925 an der UNAM ein Studium der Rechtswissenschaft abschloss.
Später studierte er französische Literatur und Kunstgeschichte an der Sorbonne in Paris. 1925 arbeitete er für das mexikanische Bildungsministerium. Im Jahre 1921 war er einer der Gründer der literarischen Strömung Estridentista.
Vom 8. September 1943 bis 1. März 1944 war Maples Arce Geschäftsträger mit Dienstsitz in Brüssel, bei den Regierungen von Belgien, der Tschechoslowakei und den Niederlanden.
1942 entsandte Manuel Ávila Camacho Maples Arce als Botschafter zum Vichy-Regime, was die Achsenmächte unterbanden.

## Veröffentlichungen
- Rag (Tintas de abanico), Catalan Hermanos, 1920.
- Andamios interiores (Poemas radiográficos), Editorial Cultura, 1922.
- Urbe (Super-poema bolchevique en 5 cantos), Andrés Botas e hijos, 1924.
- Poemas interdictos, Ediciones Horizontes, 1927.
- Antología de la poesía mexicana moderna, Poligráfica Tiberina, Rom 1940
- Paisaje en la literatura mexicana, Editores Porrúa, 1944.
- El arte mexicano moderno, 1945.
- Siete cuentos mexicanos, Biblioteca Selecta, 1946.
- Memorial de la sangre, Talleres Gráficos de la Nación, 1947
- Peregrinación por el arte de México, Imprenta López, 1952.
- Incitaciones y valoraciones, Cuadernos Mexicanos, 1957.
- Ensayos japoneses, Editorial Cultura, 1959
- A la orilla de este río, Editorial Plenitud, 1964.
- Soberana juventud, Editorial Plenitud, 1967.
- Las semillas del tiempo: obra poética 1919–1980, México FCE 1981
- Mi vida por el mundo, Universidad Veracruzana, 1983

| Vorgänger               | Amt                                                                       | Nachfolger                      |
| ----------------------- | ------------------------------------------------------------------------- | ------------------------------- |
| Gustavo F. Villatoro    | mexikanischer Botschafter in Bukarest 1. Juni 1938 bis 11. Dezember 1942  | Mariano Armendáriz del Castillo |
| Gustavo F. Villatoro    | mexikanischer Botschafter in Rom 1. Juni 1938 bis 12. Dezember 1941       | Mariano Armendáriz del Castillo |
| Gustavo Luders de Negri | mexikanischer Botschafter in Den Haag 13. September 1943 bis 1. März 1944 | Gustavo Luders de Negri         |
| Luis A. Bobadilla       | mexikanischer Botschafter in Colon 1. November 1944 bis 1. April 1949     | Eduardo Morillo Safa-Briones    |

| Vorgänger                       | Amt                                                                            | Nachfolger                      |
| ------------------------------- | ------------------------------------------------------------------------------ | ------------------------------- |
| Pedro de Alba Pérez             | mexikanischer Botschafter in Santiago de Chile 13. Mai 1949 bis 18. April 1951 | Mariano Armendáriz del Castillo |
| Mariano Armendáriz del Castillo | mexikanischer Botschafter in Bogotá 22. Februar 1951 bis 25. Juni 1952         | Miguel González Taush           |
| Octavio Irineo Paz y Lozano     | mexikanischer Botschafter in Tokyo 12. September 1952 bis 1. März 1956         | Germán L. Rennow Hay            |
| —                               | mexikanischer Botschafter in Jakarta 21. April 1954 bis 28. Februar 1956       | Javier Rojo Gómez               |

| Vorgänger              | Amt                                                                         | Nachfolger                   |
| ---------------------- | --------------------------------------------------------------------------- | ---------------------------- |
| Salvador Pardo Bolland | mexikanischer Botschafter in Quebec 22. März 1956 bis 3. Januar 1959        | Rafael de la Colina Riquelme |
| Germán L. Rennow Hay   | mexikanischer Botschafter in Oslo 6. Oktober 1959 bis 1. Oktober 1962       | Rodolfo Usigli Wainer        |
| Rodolfo Usigli Wainer  | mexikanischer Botschafter in Beirut 17. November 1962 bis 1. September 1967 | Bernardo Reyes Morales       |